# Unter Verdacht: Gipfelstürmer
Gipfelstürmer ist ein deutscher Fernsehfilm von Friedemann Fromm aus dem Jahr 2004. Es handelt sich um die dritte Episode der ZDF-Kriminalfilmreihe Unter Verdacht mit Senta Berger als Dr. Eva Maria Prohacek in der Hauptrolle.

## Handlung
Polizeiobermeister Stefan Kracht wird versuchte Steuerhinterziehung vorgeworfen. Im Verhör von Eva Maria Prohacek und ihrem Assistenten André Langner gerät er in Bedrängnis und schlägt einen Deal vor: Informationen gegen Straffreiheit.
Am nächsten Tag hat sich Kracht auf der Schießanlage seiner Wache selbst eine Kugel in den Kopf geschossen. Eva ermittelt und lernt die beiden Brüder von Stefan Krachts Ehefrau kennen: Hajo Renz, Bürgermeister von Freiling, und Peter Renz, der wie Stefan selbst Polizist war, aber vor zwei Jahren schwer verletzt wurde und seitdem im Rollstuhl sitzt. Er hatte einen Attentäter verfolgt, der bei einer Wahlveranstaltung zur Wahl des Bürgermeisters auf Hajo Renz geschossen hatte und war vom Fluchtfahrzeug überrollt worden. Der Fahrer wurde nie gefasst.
Eva versucht heraus zu bekommen, wieso sich Kracht von dem Unternehmer Jonas Braak 15.000 Euro geliehen hat, obwohl er weit mehr versteckte, und wieso er sich als Linkshänder in die rechte Schläfe geschossen hat. Es wird klar, dass Kracht ermordet wurde und er offenbar seinen Mörder gekannt haben muss. Langner ermittelt in der Schwulenszene und stellt seltsame Theorien über Krachts Liebesleben auf. Als seine Spekulationen am nächsten Tag in der Zeitung erscheinen, entzieht der Kommissariatsleiter „interne Ermittlungen“ Dr. Claus Reiter erbost Eva den Fall und suspendiert kurzerhand Langner.
Beide ermitteln trotzdem eigenständig weiter. Petra Krachts Brüder und der Unternehmer Jonas Braak scheinen etwas zu verschweigen. Eine CD aus Krachts Spind enthält aber nur Urlaubsfotos, jedoch finden Eva und Langner ein System in der Anordnung der Bilder.

## Hintergrund
Der Film wurde vom 4. November 2003 bis zum 6. Dezember 2003 in München und Umgebung gedreht. Die Folge wurde am 23. April 2004 um 20:15 Uhr auf arte erstausgestrahlt.

## Kritik
Die Kritiker der Fernsehzeitschrift TV Spielfilm vergaben dem Film die bestmögliche Wertung, sie zeigten mit dem Daumen nach oben. Sie konstatierten: „Ein frühes Highlight der Ausnahmereihe“.